# Aiphanes leiostachys
Aiphanes leiostachys är en enhjärtbladig växtart som beskrevs av Karl Ewald Maximilian Burret. Aiphanes leiostachys ingår i släktet Aiphanes och familjen Arecaceae. IUCN kategoriserar arten globalt som starkt hotad. Inga underarter finns listade i Catalogue of Life.